# 4176 Sudek
4176 Sudek è un asteroide della fascia principale del diametro medio di circa 30 km. Presenta un'orbita caratterizzata da un semiasse maggiore pari a 3,1001721 UA e da un'eccentricità di 0,1430279, inclinata di 2,59821° rispetto all'eclittica. Scoperto il 24 febbraio 1987 da Antonín Mrkos dell'Osservatorio Kleť, l'asteroide prende il nome dal fotografo ceco Josef Sudek